# 戴夫·约翰逊
戴夫·M·约翰逊（英語：Dave M. Johnson，1970年11月16日—），美国NBA联盟职业篮球运动员。他在1992年的NBA选秀中第1轮第26顺位被波特兰开拓者选中。